# Olej bawełniany

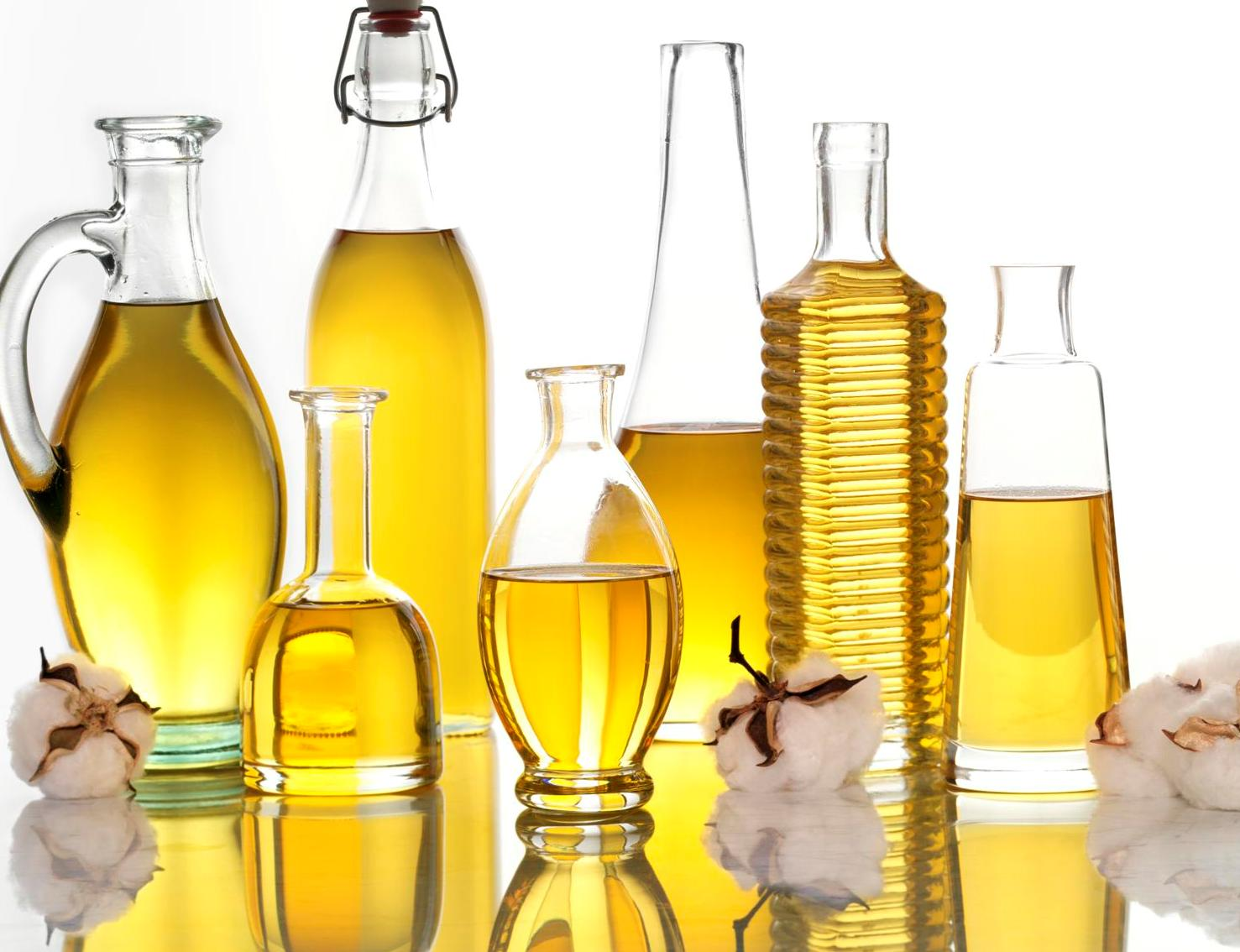
Olej bawełniany

Olej bawełniany – olej roślinny otrzymywany z nasion różnych gatunków bawełny (Gossypium sp.). Olej pozyskiwany jest poprzez procesy mechaniczne, takie jak kruszenie lub prasowanie, lub przez procesy chemiczne, takie jak ekstrakcja rozpuszczalnikiem.

## Zastosowania
Surowy olej tłoczony z nasion bawełny zawiera związek fenolowy – gossypol. Jest to naturalny pigment obecny w nasionach bawełny, wytwarzany przez roślinę jako mechanizm obronny przeciwko owadom i innym żerującym na niej organizmom. Zawierający go surowy olej jest powszechnie uważany za najbardziej owadobójczy z olejów roślinnych i zalecany do użytku w celu ochrony roślin. 
Przed przeznaczeniem do spożycia olej bawełniany musi zostać oczyszczony z gossypolu, ponieważ w przeciwnym razie stwarza ryzyko dla zdrowia ludzi. Długotrwałe spożycie surowego oleju zawierającego gossypol może prowadzić do bezpłodności u mężczyzn i zaburzeń miesiączkowania u kobiet. 
Proces produkcji przemysłowej oleju bawełnianego przeznaczanego do celów spożywczych obejmuje etap rafinacji, dzięki czemu olej z takich źródeł pozbawiony jest gossypolu i jest bezpieczny do spożycia.
Rafinowany olej bawełniany stosowany jest m.in. do produkcji margaryny. Może być stosowany do smażenia oraz jako olej sałatkowy (majonez, składnik sosów i marynat) lub do wyrobu tłuszczu piekarskiego do wypieków i polew do ciast. W ograniczonym zakresie stosowany jest do produkcji mydła lub kosmetyków. 
Z kolei olej bawełniany tłoczony na zimno używany jest w celach technicznych (dawniej do lamp górniczych), rzadko w farmacji. 
Ze względu na niższe koszty produkcji w niektórych regionach świata bywa dodawany do olejów kuchennych sprzedawanych jako oliwa z oliwek, olej arachidowy czy olej sezamowy.

## Produkcja na świecie

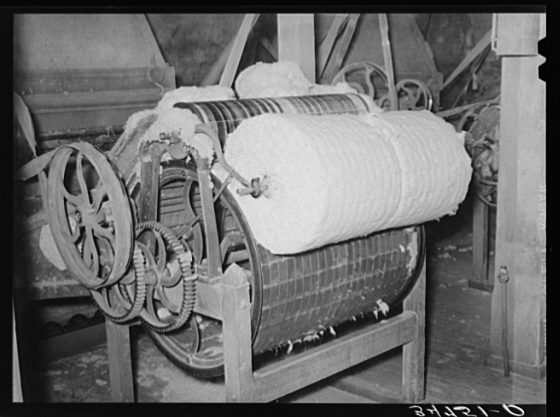
Młyn do tłoczenia oleju bawełnianego, fot. 1939

Początkowo nasiona bawełny traktowano jako odpad z produkcji włókien bawełnianych i wyrzucano. Z czasem zaczęto je stosować jako nawóz, karmę dla bydła domowego i źródło oleju o różnych zastosowaniach. 
Produkcja światowa oleju bawełnianego od 1980 r. utrzymywała się na poziomie 3–4 mln ton, by w 2012 r. osiągnąć prawie 5,5 mln ton. W kolejnych latach następował spadek produkcji osiągając w 2018 r. 4,46 mln ton.
Według danych Organizacji Narodów Zjednoczonych do spraw Wyżywienia i Rolnictwa w latach 2000–2018 największymi producentami oleju bawełnianego były: Chiny (do 1,83 mln ton/rok), Indie (do 1,27 mln ton/rok), Paragwaj (do 499,5 tys. ton/rok), Stany Zjednoczone (do 434 tys. ton/rok), Brazylia (do 358,7 tys. ton/rok), Uzbekistan (do 325,5 tys. ton/rok), Turcja (do 263,6 tys. ton/rok), Australia (do 162,46 tys. ton/rok), Burkina Faso (do 99,36 tys. ton/rok) i Turkmenistan (do 88,7 tys. ton/rok). 